# Soulmates Never Die (Live in Paris 2003)
Soulmates Never Die (Live in Paris 2003) je živý záznam koncertu kapely Placebo z pařížské Olympie. Obsahuje také singl English Summer Rain, který remixovala česká skupina Ecstasy of Saint Theresa.

## Seznam skladeb
1. Bulletproof cupid
2. Allergic
3. Every you every me
4. Bionic
5. Protegé moi
6. Plasticine
7. Bitter end
8. Soulmates(sleeping with ghosts)
9. Black-eyed
10. I'll be yours
11. Special needs
12. English summer rain
13. Without you I'm nothing
14. This picture
15. Special K
16. Taste in men
17. Slave to the wage
18. Peeping Tom
19. Pure morning
20. Centrefolds
21. Where is my mind